# Chao (distrito)
Chao é um distrito do Peru, departamento de La Libertad, localizada na província de Virú.

## Transporte
O distrito de Chao é servido pela seguinte rodovia:
- PE-1N, que liga o distrito de Aguas Verdes (Região de Tumbes) - Ponte Huaquillas/Aguas Verdes (Fronteira Equador-Peru) - e a rodovia equatoriana E50 - à cidade de Lima (Província de Lima)
- LI-122, que liga o distrito à cidade de Santiago de Chuco
- LI-121, que liga o distrito à cidade de Quiruvilca [1][2][3]